# Koszmosz–2499
A Koszmosz–2499 (oroszul: Космос–2499) orosz katonai technológiai műhold. 2014 májusában indították három másik műholddal. Feladata és rendeltetése ismeretlen.

## Jellemzői
Kisméretű, kb. 50–100 kg tömegű műhold. Típusa, feladatköre és egyéb jellemzői nem ismertek. 2014. május 23-án indították a Pleszeck űrrepülőtér 133-as indítóállásából egy Briz–KM végfokozattal ellátott Rokot hordozórakétával, három Sztrela–3M típusú katonai távközlési műhold (a Koszmosz–2496, Koszmosz–2497 és Koszmosz–2498) társaságában. Az indításról szóló hivatalos tájékoztatás csak a távközlési műholdakat említi, a Koszmosz–2499-t nem.
A műholdat kezdetben a hordozórakétáról levált űrszemétnek vélték. A földi megfigyelőállomások később az objektum manőverezését észlelték. A műhold kezdetben kb. 1500 km magasságú, 112,07°-os, enyhén elliptikus pályán keringett és lassan süllyedt (a pályamagasság a perigeumban 1477 km, az apogeumban 1509 km volt). 2014 május végén végzett kisebb manővereket, ezeket akkor még a műhold természetes süllyedésének értékelték. Az eszköz augusztusban több lépésben jelentős pályamódosítást hajtott végre, ennek során közel 900 km-es magasságra süllyedt, majd október végén ismét növelte a pályamagasságot, kismértékben változtatta a pálya hajlásszögét is. A manőverek során augusztusban megközelítette hordozórakétájának végfokozatát, amely 950–1500 km közötti elliptikus pályán keringve süllyed. Egy-egy pályamagasság-változtatás során a műhold kerületi sebességét 190 m/s-mal változtatta. Novemberben a pályamagasság emelése során ismét megközelítette a Briz–KM végfokozatot, ezúttal kb. 3 km-re, és kb. 4–5 m/s-os sebességgel haladt el mellette.
A műhold rendeltetéséről csak találgatások állnak rendelkezésre. Valószínűleg kísérleti műhold, amelynek feladata az űreszköz manőverezését biztosító hajtóműrendszer tesztelése. A korábbi években pályára állított Sztrela műholdak mellett is szállítottak a hordozórakéták kisebb kísérleti műholdakat. Egy ilyen manőverező műhold szolgálhat más műholdak javítására, üzemanyaggal történő utántöltésére, vagy lehet műholdromboló fegyverrendszer eleme is. Egy lehetséges verzió szerint a műholdon újfajta plazma-, vagy ionhajtóművet teszteltek. Ezt valószínűsíti, hogy olyan közlemények jelentek meg Oroszországban, melyek az ISZSZ vállalat és a Keldis Kutatóközpont által kifejlesztett új plazmahajtómű teszteléséről írnak.
2021. október 22-én robbanás következett be, amely űrszemetet eredményezett.
2023. január 4-én az amerikai űrhaderő nyomkövető szolgálatának jelentése szerint a műhold másodszor is felrobbant. Február 7-én 85 maradványt tartottak megfigyelés alatt kb. 1169 km-es magasságban.